# (Metionina sintasa) reductasa
La (metionina sinstasa) reductasa (EC 1.16.1.8) és un enzim que catalitza la següent reacció química
2 [metionina sintasa]-metilcob(I)alamina + 2 S-adenosilhomocisteïna + NADP+ {\displaystyle \rightleftharpoons } 2 [metionina sintasa]-cob(II)alamina + NADPH + H+ + 2 S-adenosil-L-metionina
Els tres productes d'aquest enzim són metionina sintasa-metilcob(I)alamina, S-adenosilhomocisteïna, i NADP+, mentre que els seus quatre substrats són metionina sintasa-cob(II)alamina, NADPH, H+, i S-adenosil-L-metionina.
Amb el temps, el cofactor cob(I)alamina de l'enzim metionina sintasae esdevé oxidat a cob(II)alamina inactivant l'enzim. La regeneració funcional de l'enzim requereix una metilació reductiva mitjançant una reacció catalitzada per la (metionina sintasa) reductasa en què la S-adenosilmetionina és utilitzada com a donor del grup metil.
Aquest enzim pertany a la família d'oxidoreductases, és a dir aquells enzims que oxiden un ió de metàl·lic mitjançant NAD+ o NADP+ com a acceptor. Aquest enzim utilitza un cofactor, la flavoproteïna.